# 尚旺
尚旺（法語：Champvans，法語發音：[ʃɑ̃vɑ̃]）是法国汝拉省的一个市镇，属于多勒区。

## 地理
尚旺（47°6'18"N, 5°26'8"E）面积14.22 平方千米，位于法国勃艮第-弗朗什-孔泰大區汝拉省，该省份为法国东部内陆省份，北起上索恩省，西北接科多尔省，西临索恩-卢瓦尔省，南至安省，东与杜省和瑞士接壤。
与尚旺接壤的市镇（或旧市镇、城区）包括：桑庞、萨姆雷、弗拉热莱索克索讷、圣塞纳昂巴什、当帕里、多勒、富什朗、莫尼耶尔。

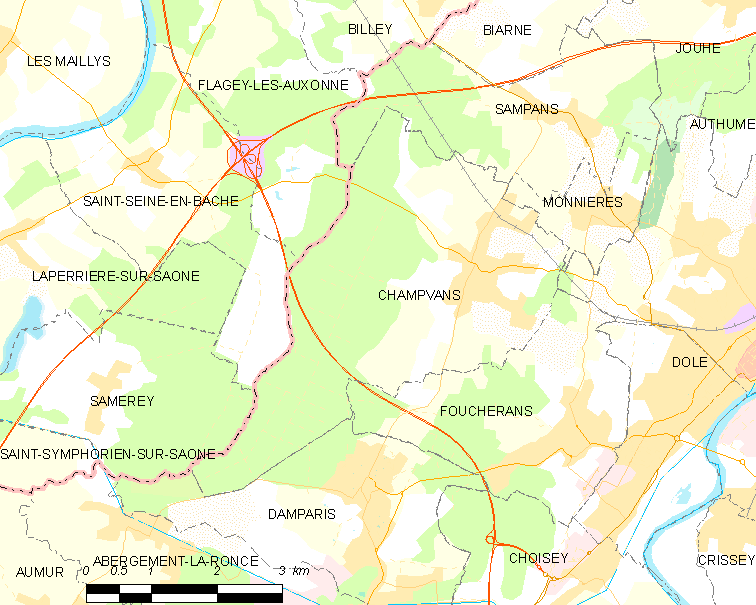
尚旺的OSM定位图

尚旺的时区为UTC+01:00、UTC+02:00（夏令时）。

## 行政
尚旺的邮政编码为39100，INSEE市镇编码为39101。

## 政治
尚旺所属的省级选区为多勒第一县。

## 人口

1962-2008年间尚旺人口变化图示

尚旺于2022年1月1日时的人口数量为1460人。